# 黃菌毛症

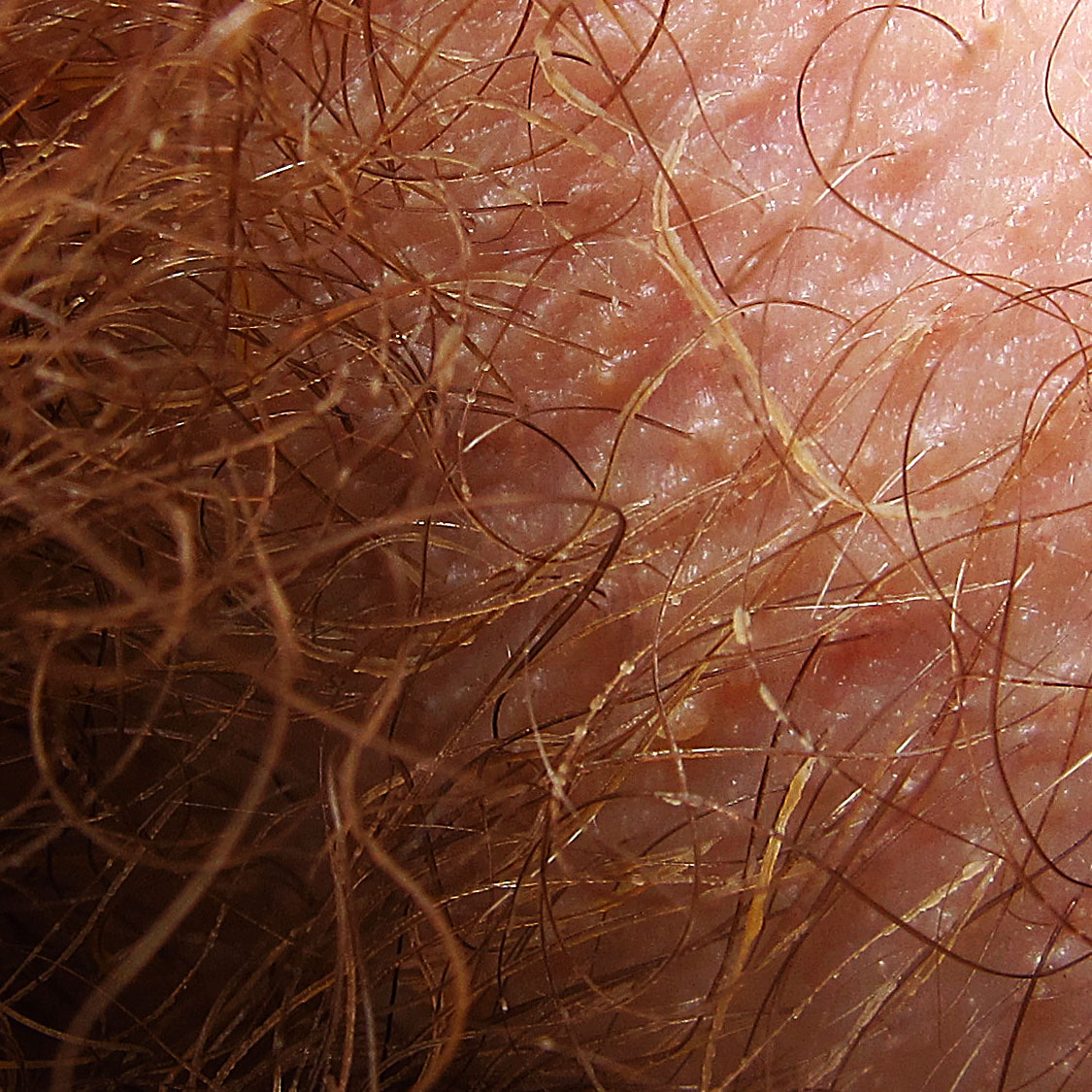
得了黃菌毛症的毛髮

黃菌毛症（trichomycosis axillaris）為常見的皮膚病，腋毛變白或變黃，易折斷，是細菌或真菌寄生在潮濕的腋毛，形成白或黃色的披蓋物，並且有一種怪異的味道。黃菌毛症屬於一種表淺細菌感染，其特徵黃色顆粒狀凝結物附著在腋毛上。

## 病因
病因是棒狀桿菌過度滋生，凝結物黃色顆粒狀凝結物，其基本上就是細菌團，好發於身體潮濕處，因此主要侵犯腋毛和少數陰毛。男性患者多於女性，以及家中寵物亦可見得。

### 症狀
感染者一般無症狀，有種奇特的味道，查看時會發現有黃色、紅色或黑色，1-2mm的顆粒狀凝結物附著在腋毛上。甚至可能因而有顏色甚至染污衣服。黃色最常見，熱帶地區比較容易看到紅色或黑色凝結物。

#### 治療
最快速的方法就是剃掉其感染的患部毛髮，或用夾子夾掉。制汗劑也有效，腋下必須保持乾爽，才能避免復發。 
外用抗菌劑
1 Benzoyl peroxide
2 克林達黴素(clindamycin)
3 紅黴素(erythromycin)